# 膜叶猴欢喜
膜叶猴欢喜（学名：Sloanea dasycarpa）为杜英科猴欢喜属下的一个种。

## 扩展阅读
- 維基物種上的相關：膜叶猴欢喜